# Guilty by Affiliation
Guilty by Affiliation – trzeci album studyjny amerykańskiego rapera WC. Został wydany 14 sierpnia, 2007 roku. Gościnnie na albumie występują Ice Cube, Game, Snoop Dogg i Butch Cassidy.

## Lista utworów
| #  | Tytuł                      | Producent                             | Goście                    | Czas |
| -- | -------------------------- | ------------------------------------- | ------------------------- | ---- |
| 1  | "This Is Los Angeles"      | Jelly Roll                            | Ice Cube                  | 3:08 |
| 2  | "West Coast Voodoo"        | Teak "Tha Beatsmith" and Dee Underdue | The Game                  | 3:23 |
| 3  | "Jack & the Bean Stalk"    | Nottz                                 |                           | 4:44 |
| 4  | "Paranoid"                 | Mr. Porter                            | Ice Cube                  | 4:10 |
| 5  | "Guilty by Affiliation"    | Teak "Tha Beatsmith" and Dee Underdue | Ice Cube                  | 4:08 |
| 6  | "Dodgeball"                | Emile                                 | Snoop Dogg, Butch Cassidy | 4:23 |
| 7  | "Keep It 100"              | Laylaw, D-Mac                         | Ice Cube                  | 4:17 |
| 8  | "Crazy Toones 4 President" | Teak "Tha Beatsmith" and Dee Underdue |                           | 2:22 |
| 9  | "If You See a Bad Bitch"   | Teak "Tha Beatsmith" and Dee Underdue | Ice Cube                  | 3:47 |
| 10 | "Look at Me"               | Rick Rock                             | Ice Cube                  | 3:28 |
| 11 | "Side Dick"                | The Legendary Traxster                |                           | 3:27 |
| 12 | "80's Babies"              | Teak "Tha Beatsmith" and Dee Underdue | Ice Cube                  | 3:38 |
| 13 | "Gang Injunctions"         | Emile                                 |                           | 2:57 |
| 14 | "Addicted to It"           | Teak "Tha Beatsmith" and Dee Underdue | Ice Cube                  | 4:29 |

## Pozycja na listach
| Lista (2007)                          | Pozycja |
| ------------------------------------- | ------- |
| U.S. Billboard 200                    | 49      |
| U.S. Billboard Top R&B/Hip-Hop Albums | 6       |